# Grundrisse
Introducción general o Elementos fundamentales para la crítica de la economía política, del alemán Grundrisse ("borradores" o "manuscritos"), son una recopilación de anotaciones de Karl Marx escritas entre finales de septiembre de 1857 y noviembre de 1858. Una introducción había sido redactado en agosto de 1857.
El manuscrito constituye las líneas generales de la crítica de la economía política en las que Marx desarrolló los fundamentos y detalles de su teoría del valor, basándose en la teoría de la plusvalía. Los Grundrisse pueden considerarse borradores de su obra cumbre, El capital.

## Publicación
Los Grundrisse der Kritik der politischen Ökonomie fueron descubiertos por Karl Kautsky en 1902 y fue publicada en marzo de 1903 en la revista Die Neue Zeit. El borrador del manuscrito, junto con una versión más detallada de la introducción y algunos de los otros escritos de Marx, fue publicado por primera vez en 1939-1941 por el Instituto de Marxismo-Leninismo del Comité Central del Partido Comunista de la Unión Soviética por Pavel Veller en Moscú. El Karl Dietz Verlag Berlin publicó en 1953 una reimpresión fotomecánica de esta edición.

## Origen

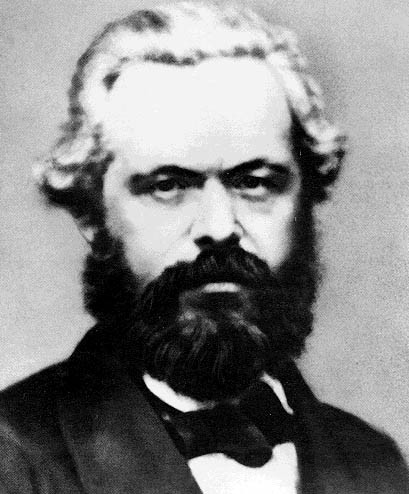
Karl Marx en 1861

Después de que Marx se mudase a Londres en 1850, comenzó a continuar sus estudios económicos, que habían sido interrumpidos por las revoluciones de 1848. Para ello, leyó en la British Library las obras de los economistas burgueses William Petty, François Quesnay; y los representantes de la economía clásica inglesa Adam Smith y David Ricardo.
Debido a la crisis económica de 1857, Marx y Friedrich Engels vieron la posibilidad de una revolución. El 21 de diciembre de 1857 le escribió a Ferdinand Lassalle: “La actual crisis comercial me ha espoleado a dedicarme seriamente a la elaboración de mis principios de economía y también a preparar algo sobre la presente crisis". Primero inició una crítica fragmentaria a la teoría del economista estadounidense de Henry Charles Carey y la obra Harmonie économiques del economista francés Frédéric Bastiat de 1851. En él, Marx traza la transición de la economía burguesa clásica a la "economía vulgar". Detuvo este trabajo después de 10 páginas y en su lugar escribió la introducción. El borrador comienza luego en los manuscritos con una crítica al libro De la Réforme des Banques  de Alfred Darimon, seguidor de Pierre-Joseph Proudhon. Escribió a Engels sobre su trabajo el 8 de diciembre de 1857: "Estoy trabajando como un loco todas las noches y juntando todos mis estudios económicos de modo que pueda al menos tener claro el esquema antes de que venga el diluvio’’.
A finales de marzo de 1858 los manuscritos estaban prácticamente terminados; ya se había encontrado un editor. Sin embargo, por razones de salud, Marx no pudo completar el manuscrito y no terminó el trabajo hasta el otoño de 1858. Sin embargo, no quedó satisfecho con la presentación, volvió a revisar los textos y redactó un nuevo plan para la tercera parte (Una contribución a la crítica de la economía política). Marx no le dio un título resumido al manuscrito, publicado en 1941; los editores eligieron esto basándose en varios pasajes de sus cartas.

## Contenido

### Introducción
Como mencionó Marx en el prólogo a la Una contribución a la crítica de la economía política de enero de 1859, la introducción anticipa resultados en forma de tesis.

#### Capítulos 1 y 2 (Producción, consumo, distribución, cambio y sus relaciones)
El punto de partida de Marx al describir la producción material son los individuos que producen en la sociedad y, por tanto, la producción socialmente determinada de los individuos. Las ideas de los economistas burgueses de individuos como "un cazador o el pescador solos y aislados" que producen Marx las describe como “robinsonadas”, imaginaciones a través de las cuales se idealiza al individuo como libremente competitivo típico de la sociedad burguesa que surgió entre los siglos XVI y XVIII. Para él, en cambio, se aplica lo siguiente: “El hombre es, en el sentido más literal, un ζῷον πολιτικόν no solamente un animal social, sino un animal que sólo puede individualizarse en la sociedad". Para Marx, la etapa histórica real de la producción no puede entenderse a partir de las condiciones generales de producción independientes del tiempo. "La producción en general es una abstracción". La producción real "es siempre una rama particular de la producción -vg., la agricultura, la cría del ganado, la manufactura, etc.--, o bien es una totalidad". En particular, el capital no debe entenderse de manera abstracta como "instrumento de producción" y "trabajo pasado objetivado", sino más bien determinado por las condiciones específicas de la producción burguesa moderna. Por tanto, el capital no es "una relación natural, universal y eterna".

En la época de Marx las categorías económicas de "distribución" se presentaban como "la renta territorial, el salario, el interés y la ganancia", mientras que "la tierra, el trabajo, el capital figuran como agentes de la producción", aunque el capital también aparece "como fuente de ingresos, como determinante de determinadas formas de distribución". Según Marx, estas categorías son los diferentes miembros de una totalidad. La distribución no es sólo la distribución de productos, sino también de instrumentos de producción y "miembros de la sociedad entre las distintas ramas de la producción". La distribución para el consumo privado es sólo aparentemente independiente de la producción, pero está determinado por ésta debido a la división del trabajo, a la producción privada, así como al desarrollo y la estructura de las relaciones de producción. La producción "es apropiación de la naturaleza" por individuo de una sociedad determinada. La propiedad surge de la producción y en toda sociedad hay propiedad, pero "es ridículo saltar de ahí a una forma determinada de la propiedad, por ejemplo, la propiedad privada", ya que históricamente han existido sociedades con varias formas de propiedad, como la propiedad común "entre los hindúes, los eslavos, los antiguos celtas, etc."
Una producción determinada, por lo tanto, determina un consumo, una distribución, un intercambio determinados y relaciones recíprocas determinadas de estos diferentes momentos. A decir verdad, también la producción, bajo su forma unilateral, está a su vez determinada por los otros momentos. [...] Finalmente, las necesidades del consumo determinan la producción. Entre los diferentes momentos tiene lugar una acción recíproca. Esto ocurre siempre en todos los conjuntos orgánicos.

#### Capítulos 3 y 4 (Método de la economía política y relaciones de producción)
Marx examina la relación entre categorías concretas y abstractas en economía. Aborda el problema del orden correcto en la investigación y presentación. Los economistas del siglo XVII recorrieron el camino desde la población concreta, pasando por las clases sociales, el trabajo asalariado y el capital, hasta conceptos cada vez más abstractos como el intercambio, la división del trabajo y el precio. El método científicamente correcto se eleva a la inversa desde lo simple, como el trabajo, la división del trabajo, la necesidad, el valor de cambio, hasta el Estado, el intercambio de naciones y el mercado mundial. De esta manera lo concreto se reproduce simplemente mentalmente. Concebir la realidad concreta como resultado del pensamiento, por otra parte, es una ilusión, de la que Marx acusa a Hegel: 
“Hegel tiene razón en comenzar la filosofía del derecho con la posesión, ya que constituye la relación jurídica más simple del sujeto. Pero no existe posesión antes de la familia o de las relaciones de dominación y servidumbre, que son relaciones mucho más concretas”.
La abstracción de la categoría misma tiene prerrequisitos históricos. Por ejemplo, el trabajo parece ser una categoría muy simple y en su general antigua, que sólo se realiza económicamente en la sociedad civil más moderna, los Estados Unidos, en la que los individuos cambian de trabajo con facilidad y el tipo particular de trabajo les sucede al azar, y por tanto ser indiferente. Así, la abstracción de las categorías válidas para todas las épocas es producto de las condiciones históricas; las categorías sólo son plenamente válidas para y dentro de ellas.
Las categorías para comprender la sociedad civil también permitieron comprender las formas sociales perdidas con cuyos escombros y elementos fueron construidas. Sin embargo, en comparación con las sociedades anteriores, las categorías en la sociedad actual siempre están desarrolladas, atrofiadas o caricaturizadas con diferencias significativas. Marx utiliza la metáfora: “La anatomía del hombre es una clave para la anatomía del mono. Por el contrario, los indicios de las formas superiores en las especies animales inferiores pueden ser comprendidos sólo cuando se conoce la forma superior (...) Se puede comprender el tributo, el diezmo, etc., cuando se conoce la renta del suelo. Pero no hay por qué identificarlos”.

Una sociedad sólo es capaz de criticarse a sí misma en circunstancias muy concretas; de lo contrario, ve unilateralmente a sus predecesores como etapas de un desarrollo histórico hacia sí misma: “La religión cristiana fue capaz de ayudar a comprender de una manera objetiva las mitologías anteriores solamente cuando llegó a estar dispuesta hasta cierto punto, por así decirlo, δυνάμει a su propia autocrítica. De la misma manera, la economía burguesa únicamente llegó a com prender la sociedad feudal, antigua y oriental cuando comenzó a criticarse a sí misma".
"Como en general en toda ciencia histórica, social, al observar el desarrollo de las categorías económicas hay que tener siempre en cuenta que el sujeto —la moderna sociedad burguesa en este caso— es algo dado tanto en la realidad como en la mente, y que las categorías expresan por lo tanto formas de ser, determinaciones de existencia, a menudo simples aspectos, de esta sociedad determinada, de este sujeto, y que por lo tanto, aun desde el punto de vista científico, su existencia de ningún modo comienza en el momento en que se comienza a hablar de ella como tal”.
En el último capítulo de la introducción, Marx también comenta la relación desigual entre el desarrollo de la producción material y la producción artística. Ciertas formas de arte ya no podrían producirse tan pronto como una sociedad entra en la producción de arte como tal: 
"Por otra parte, ¿sería posible Aquiles con la pólvora y las balas? ¿O, en general, la Ilíada con la prensa o directamente con la impresora? Los cantos y las leyendas, las Musas, ¿no desaparecen necesariamente ante la regleta del tipógrafo y no se desvanecen de igual modo las condiciones necesarias para la poesía épica?"
Marx explica el disfrute que ofrece el arte griego en los tiempos modernos desde su conciencia de la irreversibilidad del desarrollo social:
Un hombre no puede volver a ser niño sin volverse infantil. Pero, ¿no disfruta acaso de la ingenuidad de la infancia, y no debe aspirar a reproducir, en un nivel más elevado, su verdad? No revive en la naturaleza infantil el carácter propio de cada época en sua verdad natural? ¿Por qué la infancia histórica de la humanidad, en el momento más bello de su desarrollo, no debería ejercer un encanto eterno, como una fase que no volverá jamás? Hay niños mal educados y niños precoces. Muchos pueblos antiguos pertenecen a esta categoría. Los griegos eran niños normales. El encantó que encontramos en su arte no está en contradicción con el débil desarrollo de la sociedad en la que maduró. Es más bien su resultado; en verdad está ligado indisolublemente al hecho de que las condiciones sociales inmaduras en que ese arte surgió, y que eran las únicas en que podía surgir, no pueden volver jamás.

## Recepción
Los Grundrisse fueron recibidos principalmente por marxistas que querían distanciarse del marxismo-leninismo. La presentación e interpretación de Roman Rosdolsky de los orígenes de El capital de Marx tuvo una gran influencia en el marxismo occidental. (Ver: Génesis y estructura de El capital de Marx)
La primera traducción completa de los Grundrisse apareció en cinco volúmenes en japonés de 1953 a 1965 bajo el título Keizaigaku hihan yōkō (経済学批判要綱). La edición logró una gran tirada de más de 57.000 ejemplares. En su interpretación Keizaigaku to rekishi ninshiki (“Economía política y reconocimiento de la historia”), Kiyoaki Hirata también utiliza los esquemas para analizar la expansión del capitalismo desde los estados avanzados occidentales a través de la introducción de la producción de mercancías en los estados despóticos de Asia.
Se encuentran disponibles en italiano traducciones completas en dos volúmenes de Enzo Grillo (1968 y 1970) y de Hans-Georg Backhaus (1976). Lucio Colletti ya había traducido la introducción en 1954 y, siguiendo la escuela lógica de Galvano Della Volpe, destacó la influencia de Immanuel Kant y Georg Wilhelm Friedrich Hegel en Marx.
Los Grundrisse fueron vistos como una obra importante completa y clásica del movimiento operaísmo. Antonio Negri enfatiza la importancia de los Grundrisse para comprender el capitalismo posmoderno y posfordista. El concepto de Marx de “intelecto general” en el Fragmento sobre las máquinas adquirió gran importancia en el movimiento del postoperaísmo para un análisis del trabajo inmaterial, el capitalismo cognitivo y la estructura de dominancia abstracta, que a través del conocimiento se convierte en un concepto biopolítico.
Los Grundrisse también jugaron un papel influyente en la "nueva lectura de Marx". Intérpretes como Georg Backhaus, Helmut Reichelt y Gerhard Göhler afirman un proceso de reducción de la dialéctica y popularización progresiva en la presentación del análisis de la forma del valor desde los Grundrisse, pasando por la primera edición de El capital hasta la segunda edición, a través del cual Marx fomentó la historización y interpretaciones sustancialistas.